# 755 (numero)
Settecentocinquantacinque (755) è il numero naturale dopo il 754 e prima del 756.

## Proprietà matematiche
- È un numero dispari.
- È un numero composto, con 4 divisori: 1, 5, 151, 755. Poiché la somma dei suoi divisori (escluso il numero stesso) è 157 < 755, è un numero difettivo.
- È un numero semiprimo.
- È un numero intero privo di quadrati.
- È un numero palindromo e un numero ondulante nel sistema di numerazione posizionale a base 26 (131).
- È un numero odioso.
- È parte delle terne pitagoriche  (453, 604, 755), (755, 1812, 1963), (755, 11388, 11413), (755, 57000, 57005), (755, 285012, 285013).

## Astronomia
- 755 Quintilla è un asteroide della fascia principale del sistema solare.
- NGC 755 è una galassia (costellazione della Balena).

## Astronautica
- Cosmos 755 è un satellite artificiale russo.